# Streptolophus sagittifolius
Streptolophus sagittifolius là một loài thực vật có hoa trong họ Hòa thảo. Loài này được Hughes miêu tả khoa học đầu tiên năm 1923.